# Simatai Shuiku
Simatai Shuiku (kinesiska: 司马台水库) är en reservoar i Kina. Den ligger i den nordöstra delen av landet, 110 km nordost om huvudstaden Peking. Simatai Shuiku ligger 294 meter över havet. Trakten runt Simatai Shuiku består i huvudsak av gräsmarker.